# 尤利婭·普汀塞娃
尤利婭·安东诺芙娜·普京采娃（俄语：Юлия Антоновна Путинцева，1995年1月7日—）是哈薩克职业网球女运动员，2013年轉職業。她的WTA生涯最高單打排名為第27（2017年2月6日）。
2016年法國網球公開賽、2018年法國網球公開賽和2020年美國網球公開賽，普丁塞瓦都進入八強，為其生涯大滿貫最佳成績。

## 外部連結
- 尤利婭·普汀塞娃的国际女子网球协会官方資料（英文）
- 尤利婭·普汀塞娃的國際網球總會 職業／青少年 官方資料（英文）
- Fed Cup - Player profile - Yulia Putintseva (KAZ) （页面存档备份，存于）